# Château de la Motte d'Anjoin
Le château de la Motte d'Anjoin est situé à Anjouin, en France.

## Localisation
Le château est situé sur la commune d'Anjouin, située dans le département de l'Indre, en région Centre-Val de Loire.

## Description
Le château de la Motte d'Anjoin est une demeure seigneuriale qui fut reconstruite en grande partie au XVIIe siècle, dans la description de 1675, la nouvelle maison seigneuriale est constituée de deux corps de logis bâtis en pavillon et disposés en équerre. Le château actuel se présente en un corps de logis rectangulaire de trois niveaux, dressé sur un terre plein quadrangulaire au fond d'une cour que défend un mur percé d'un portail, reste une courtine entourée de douves. L'étage noble de la demeure est accessible par un escalier extérieur en fer-à-cheval, à une volée. La porte d'entrée est flanquée de pilastres portant un entablement muni d'une corniche à denticule. L'édifice est couvert d'un toit à deux versants et croupes, en ardoises.

## Historique
Le fief d'Anjouin dépendait de la seigneurie de Graçay et les chanoines de la Sainte-Chapelle en étaient les suzerains. Le premier détenteur connu est Guillaume Penet, écuyer, au XIVe siècle. En 1448, le fief est possédé par Jehan Cheval puis par ses descendants jusqu'au milieu du XVIe siècle 
.[réf. souhaitée]
Le château est inscrit partiellement (éléments protégés : les façades et les toitures, la plate-forme, les douves) au titre des monuments historiques par arrêté du 27 juillet 2006.